# Irene Ghobrial
Irene Ghobrial est une médecin américano-égyptienne qui est professeure au Dana–Farber Cancer Institute (en) et à la Harvard Medical School,, où ses recherches portent sur la progression du myélome multiple. Elle s'intéresse aux raisons pour lesquelles certains patients atteints de gammapathie monoclonale de signification indéterminée (MGUS) et de myélome multiple indolent (en) développent des tumeurs malignes à cellules B. Elle dirige l'équipe du myélome multiple Stand Up to Cancer (en).

## Formation
Ghobrial est née en Égypte et étudie la médecine à l'Université du Caire. Après avoir obtenu son diplôme, elle déménage à Detroit, où elle termine sa formation spécialisée à la Wayne State University ,. Elle dit qu'elle a rencontré des défis considérables en tant qu'immigrante, mais termine finalement sa formation interne. En 2000, elle déménage à la Clinique Mayo, où elle travaille avec Karen Hedin et Robert A. Kyle (en) en hématologie et oncologie. 

## Recherche et carrière
Ghobrial est une experte du myélome multiple, cancer des plasmocytes. Le myléome est une maladie rare qui touche de manière disproportionnée les Afro-Américains, souvent à un jeune âge. Ghobrial étudie comment le myélome multiple utilise la dissémination cellulaire et la métastase cellulaire, et cherche à identifier les signes avant-coureurs qui permettront un traitement plus précoce,. Elle croit que ces traitements peuvent commencer dès le myélome indolent (en), une condition précancéreuse qui survient lorsque le système immunitaire est fort et que la charge tumorale est faible. 
En 2011, Ghobrial est élue à la Société américaine d'investigation clinique. En 2018, elle reçoit 10 millions de dollars de Stand Up to Cancer (en) pour créer la Multiple Myeloma Dream Team, qui cherche à comprendre les précurseurs qui indiquent un risque de développer un myélome. Elle dirige l'essai clinique PROMISE (Predicting Progression of Developing Myeloma in a High-Risk Screen Population), qui constitue une cohorte pour identifier les personnes présentant une forte probabilité de développer un myélome multiple,. Ses recherches utilisent la spectrométrie de masse pour dépister les gammapathies monoclonales (protéines anormales présentes dans le sang) et révèlent que 13 % de sa cohorte de patients sont atteints de MGUS. Ses recherches démontrent que les personnes noires sont considérablement plus susceptibles d'avoir une MGUS que prévu. 
En 2018, Benjamin L. Ebert (en), Kenneth Anderson et Irene Ghobrial ont reçu un financement de trois ans de la Fondation pour la recherche médicale Dr. Miriam et Sheldon G. Adelson pour étudier les moyens de prévenir le myélome multiple à l'état précurseur
Ghobrial travaille avec des chimistes du Massachusetts Institute of Technology pour concevoir des stratégies à base de nanoparticules pour des thérapies ciblées contre le cancer, qui favorisent l'accumulation de médicaments sur les sites tumoraux et réduisent les effets secondaires toxiques,. 
En 2022, Ghobrial est lauréate du prix William-Dameshek. 

### Publications (sélection)
- (en) Irene M Ghobrial, Thomas E Witzig et Alex A Adjei, « Targeting apoptosis pathways in cancer therapy », CA, Wiley-Blackwell, vol. 55, no 3,‎ 1er mai 2005, p. 178-194 (ISSN 0007-9235 et 1542-4863, OCLC 1044790, PMID 15890640, DOI 10.3322/CANJCLIN.55.3.178).
- (en) Thomas E Witzig, Susan M Geyer, Irene Ghobrial, David J Inwards, Rafael Fonseca, Paul Kurtin, Stephen M Ansell, Ronnie Luyun, Patrick J Flynn, Roscoe F Morton, Shaker R Dakhil, Howard Gross et Scott H Kaufmann, « Phase II trial of single-agent temsirolimus (CCI-779) for relapsed mantle cell lymphoma », Journal of Clinical Oncology, American Society of Clinical Oncology, vol. 23, no 23,‎ 27 juin 2005, p. 5347-5356 (ISSN 0732-183X et 1527-7755, OCLC 231030003, PMID 15983389, DOI 10.1200/JCO.2005.13.466).
- (en) Aldo M. Roccaro, Antonio Sacco, Patricia Maiso, Abdel Kareem Azab, Yu-Tzu Tai, Michaela Reagan, Feda Azab, Ludmila M Flores, Federico Campigotto, Edie Weller, Kenneth C Anderson, David T Scadden et Irene M Ghobrial, « BM mesenchymal stromal cell-derived exosomes facilitate multiple myeloma progression », Journal of Clinical Investigation, Société américaine d'investigation clinique, vol. 123, no 4,‎ 1er avril 2013, p. 1542-1555 (ISSN 0021-9738 et 1558-8238, OCLC 01445593, PMID 23454749, PMCID 3613927, DOI 10.1172/JCI66517).

## Vie privée
Ghobrial passe son temps libre à collecter des fonds pour des associations caritatives contre le cancer. Elle a escaladé le mont Kilimandjaro  et couru un marathon  pour amasser des fonds pour la recherche sur la leucémie et le lymphome.